# Таксономия
Таксономията е наука за класификация и номенклатура, включваща правилата, теорията, методите и приложението им. Под класификация се разбира подреждането на живите организми по групи въз основата на определени признаци и критерии и обясняването на това подреждане. Всяка група, която е получена от приложението на определен метод, се нарича таксономична. Съществуват молекулна, йерархична, числена и други групи.
Терминът често се използва като дял от биологията във връзка с класификацията на организмите, но почти всичко – одушевени и неодушевени предмети, места и събития – може да бъде класифицирано по някаква таксономична система. Например автомобил е класифициран като наземно превозно средство и като моторно превозно средство; или класификация на растенията според цвета на техните цветя, което е често срещано в популярните дефиниции на растенията.
Основите на съвременната таксономична класификация на организмите са положени от шведския учен Карл Линей (1707 – 1778).

## Етимология
Таксономията като книжовна дума произлиза от на гръцки: τάξις – „ред“ и на гръцки: νομος – „закон“ и означава класификация на предметите и явленията.

## Йерархична таксономия
При йерархичната класификация имаме разделяне на живите организми по различни признаци, при което се образува видът (species). Сходните родове се формират в семейства (familia). В зависимост от някои биологични, морфологични и други специфични особености подтиповете се разделят на биотипове, морфотипове, патотипове и пр.
Названията на царствата, отделите и класовете отразяват един основен белег на таксона. Името на даден разред се образува от името на едно от главните семейства и окончание, а името на семейството – от един от главните родове и окончанието.

## Молекулна таксономия
Молекулната систематика се основава на различни еволюционно-консервативни молекули, като РНК и ДНК. Нуклеиновите киселини дават данни за родството между организмите. В основата на молекулната систематика стои отношението между четири вида нуклеотиди в състава на ДНК:
[A (аденин) + T (тимин)] / [G (гуанин) + С (цитозин)]

## Числена таксономия
Числената таксономия се основава на голям брой (100 – 200) фенотипни белези. В резултат на съпоставянето организмите се обединяват в групи по сходство. Организмите, които населяват земята се обединяват в морфологични, физиологични и генетични признаци в четири царства – животни, растения, гъби и прокариоти (нокардиоформи, актиномицети, бактерии, цианобактерии).